# Amenorrea lactacional
La amenorrea lactacional, también llamada infertilidad posparto, es la infertilidad posnatal temporal que ocurre cuando una mujer es amenorrea (no menstrua) y amamantando completamente.

## Fisiología

### Vías hormonales y control neuroendocrino
La lactancia materna retrasa la reanudación de los ciclos ováricos normales al alterar el patrón de liberación pulsátil de GnRH del hipotálamo y por lo tanto LH de la hipófisis. Las concentraciones plasmáticas de FSH durante la lactancia son suficientes para inducir el crecimiento del folículo, pero la señal de LH pulsante inadecuada resulta en una menor producción de estradiol por estos folículos. Cuando el crecimiento del folículo y la secreción de estradiol aumentan a la normalidad, la lactancia impide la generación de una sobretensión y folículos preovulatorio normales de LH no se rompen, o se vuelven atípticos o quísticos. Sólo cuando la lactancia disminuye lo suficiente como para permitir la generación de un aumento de LH preovulatorio normal tendrá lugar con la formación de un cuerpo lúteo de normalidad variable. Por lo tanto, la lactancia retrasa la reanudación de la ciclicidad ovárica normal al interrumpir pero no inhibir totalmente, el patrón normal de liberación de GnRH por el hipotálamo. El mecanismo de interrupción de la liberación de GnRH sigue siendo desconocido.
En las mujeres, la hiperprolactinemia se asocia a menudo con la amenorrea, una afección que se asemeja a la situación fisiológica durante la lactancia (amenorrea lactacional). La detección mecánica de la succión aumenta los niveles de prolactina en el cuerpo para aumentar la síntesis de leche. El exceso de prolactina puede inhibir el ciclo menstrual directamente, por un efecto supresor sobre el ovario, o indirectamente, disminuyendo la liberación de GnRH.

### El estímulo de amamantamiento
La intensidad de la succión se correlaciona directamente con la duración del período amenorario después del nacimiento. La intensidad de la succión tiene varios componentes dinámicos: frecuencia, duración de la toma, y tiempo entre tomas cada día. No está claro cuál de estos juega el papel más crítico en el mantenimiento de la amenorrea. La intensidad de la lección es muy variable entre las poblaciones. Los estudios de mujeres estadounidenses y escocesas muestran que al menos seis episodios por día y 60 minutos de succión en un período de 24 horas normalmente sostendrán la amenorrea. Estudios simultáneos de las mujeres !Kung en Botsuana y Gainj en Papúa Nueva Guinea han demostrado que los episodios de succión muy frecuentes y muy cortos de unos 3 minutos, 40 a 50 veces al día se correlacionan con la amenorrea típica de hasta dos años después del parto.
Cuando un bebé mama, los receptores sensoriales en el pezón envían una señal a la glándula pituitaria anterior en el cerebro, que secreta prolactina y oxitocina. La prolactina y la oxitocina desencadenan la liberación (bajada) de la leche y su expulsión del pezón en un bucle de retroalimentación positiva. Anteriormente se pensaba que la hormona prolactina, que es liberada por la hipófisis anterior en respuesta a la estimulación nerviosa directa de la mama, era responsable de crear las vías hormonales necesarias para sostener la amenorrea. Ahora, sin embargo, parece que esta relación es una de correlación no causal como los niveles de prolactina en el plasma sanguíneo son simplemente un indicador de la frecuencia de la lección. La lección, y la posterior liberación de prolactina, no es directamente responsable de la infecundidad posparto. Más bien es un mecanismo que aumenta la producción de leche, aumentando así el costo metabólico de la lactancia materna para las madres, lo que contribuye a la infecundidad sostenida.
La lactancia materna más intensa (prolongada y frecuente) dará lugar a un período más largo de amenorrea lactación lactacional, y al modelo de carga metabólica, que plantea que la disponibilidad de energía materna será el principal factor determinante de la amenorrea posparto y el momento del retorno de la función ovárica.

### Lactancia y disponibilidad de energía
La función ovárica posparto y el retorno de la fecundidad dependen en gran medida de la disponibilidad de energía materna. Esto se debe a los costos metabólicos relativamente consistentes de la producción de leche en todas las poblaciones, que fluctúan ligeramente pero representan un costo significativo para la madre. La hipótesis de la carga metabólica afirma que las mujeres con más energía disponible o recursos calóricos/metabólicos probablemente reanudarán la función ovárica antes, porque la lactancia materna representa una carga proporcionalmente menor en su función metabólica general. Las mujeres con menos energía disponible experimentan una carga proporcionalmente mayor debido a la lactancia materna y, por lo tanto, tienen menos excedente de energía metabólica para invertir en la reproducción continua. Por lo tanto, el modelo de carga metabólica es consistente con la hipótesis de intensidad de la lactancia, ya que la lactancia más intensa aumenta la carga metabólica relativa de la lactancia materna sobre la madre. También tiene en cuenta el suministro energético general de la madre para determinar si dispone de suficientes recursos calóricos/metabólicos para hacer posible la reproducción. Si el suministro neto de energía es lo suficientemente alto, una mujer reanudará el ciclo ovárico antes a pesar de seguir amamantando al bebé actual.

### Infecundidad
La amenorrea en sí no es necesariamente un indicador de infecundidad, ya que el retorno del ciclo ovárico es un proceso gradual y la fecundidad completa puede ocurrir antes o después de la primera menstruación posparto. Además, manchado o la aparición de la primera menstruación posparto puede ser el resultado de la abstinencia de lochia o estrógeno y no la ovulación real.
La amenorrea lactacional ha evolucionado como un mecanismo para preservar la salud de la madre. Este período de infecundidad permite a la madre enfocar su energía en la lactancia materna, así como dar tiempo para que su cuerpo sane entre nacimientos. La frecuencia y la duración de la alimentación determinan cuánto tiempo la madre seguirá siendo infecciosa durante la lactancia. Sin embargo, hay variación en diferentes culturas. Las sociedades Turkana, Gainj y Quechua amamantan bajo demanda hasta que su hijo tiene alrededor de 2 años de edad. Sin embargo, el momento de la ovulación devuelta para estas mujeres es variado. Debido a esto, los intervalos interbirtmitas varían entre estas tres sociedades.

## Retorno de la fertilidad
El regreso de la menstruación después del parto varía ampliamente entre los individuos. Este retorno no significa necesariamente que una mujer haya comenzado a ovular de nuevo. El primer ciclo ovulatorio posparto puede ocurrir antes de la primera menstruación después del parto o durante los ciclos posteriores. Se ha observado una fuerte relación entre la cantidad de la mama y el efecto anticonceptivo, de modo que la combinación de la alimentación bajo demanda en lugar de en un horario y la alimentación sólo la leche materna en lugar de complementar la dieta con otros alimentos extenderá en gran medida el período de anticoncepción efectiva. De hecho, se encontró que entre los Hutterites, los episodios más frecuentes de amamantamiento, además del mantenimiento de la alimentación en las horas nocturnas, condujeron a una amenorrea lactacional más larga. Un estudio adicional que hace referencia a este fenómeno interculturalmente se completó en los Emiratos Árabes Unidos (EAU) y tiene hallazgos similares. Las madres que amamantaron exclusivamente durante más tiempo mostraron un lapso más largo de amenorrea lactacional, que va desde un promedio de 5,3 meses en madres que amamantaron exclusivamente durante sólo dos meses hasta un promedio de 9,6 meses en madres que lo hicieron durante seis meses. Otro factor que se demostró que afectaba la longitud de la amenorrea fue la edad de la madre. Cuanto mayor era una mujer, el período más largo de amenorrea lactacional que demostró. El mismo aumento de longitud se encontró en mujeres multipararosas en lugar de primiparous. Con respecto al uso de la lactancia materna como método anticonceptivo, la mayoría de las mujeres que no amamantan reanudarán el ciclo menstrual regular dentro de 1,5 a 2 meses después del parto. Además, cuanto más cerca esté el comportamiento de una mujer de los Siete Estándares de lactancia ecológica, más tarde (en promedio) sus ciclos volverán. En general, hay muchos factores, incluyendo la frecuencia de la lactancia, la edad de la madre, la paridad y la introducción de alimentos suplementarios en la dieta del bebé entre otros que pueden influir en el retorno de la fecundidad después del embarazo y el parto y, por lo tanto, los beneficios anticonceptivos de la amenorrea lactacional no siempre son confiables, pero son evidentes y variables entre las mujeres. Las parejas que desean un espaciamiento de 18 a 30 meses entre los niños a menudo pueden lograr esto a través de la lactancia materna sola, aunque este no es un método infalible ya que el regreso de la menstruación es impredecible y la concepción puede ocurrir en las semanas anteriores a la primera menstruación.
Aunque el primer ciclo posparto es a veces anovulatorio (reduciendo la probabilidad de quedar embarazada de nuevo antes de tener un período posparto), los ciclos subsiguientes son casi siempre ovulatorios y por lo tanto deben considerarse fértiles. Para las mujeres exclusivamente la ovulación amamantando tiende a volver después de su primera menstruación después del período de tiempo posparto de 56 días. Suplementar la ingesta nutricional puede conducir a un retorno más temprano de la menstruación y la ovulación que la lactancia materna exclusiva. Amamantar con más frecuencia durante una cantidad más corta de tiempo se demostró que era más exitoso en la prolongación de la amenorrea que amamantar más tiempo, pero con menos frecuencia. Se demostró que la continuación de la lactancia materna, al tiempo que se introducían sólidos después de 6 meses, a 12 meses tenía una tasa de eficiencia de entre el 92,6 y el 96,3 por ciento en la prevención del embarazo. Debido a esto, algunas mujeres encuentran que la lactancia interfiere con la fertilidad incluso después de que la ovulación se ha reanudado.
Los Siete Estándares: Fase 1 de la Lactancia Ecológica.
1. Amamantar exclusivamente durante los primeros seis meses de vida; no use otros líquidos y sólidos, ni siquiera agua.
2. Pacifica o reconforta a tu bebé en los senos.
3. No uses botellas y no uses chupetes.
4. Duerme con tu bebé durante la noche.
5. Duerme con tu bebé para una alimentación diaria.
6. Amamanta con frecuencia día y noche, y evite los horarios.
7. Evita cualquier práctica que restrinja la lactancia o te separe de tu bebé.

La fase 1 es el tiempo de la lactancia materna exclusiva y, por lo tanto, suele durar de seis a ocho meses.

## Uso como anticonceptivo
Para las mujeres que siguen las sugerencias y cumplen con los criterios (enumerados a continuación), LAM es >98% efectivo durante los primeros seis meses después del parto.
- La lactancia materna debe ser la única (o casi única) fuente de nutrición del bebé. La fórmula de alimentación, el bombeo en lugar de la lactancia, y los sólidos de alimentación reducen la eficacia de LAM.
- El bebé debe amamantar al menos cada cuatro horas durante el día y al menos cada seis horas por la noche.
- El bebé debe tener menos de seis meses de edad.
- La madre no debe haber tenido un período después de 56 días después del parto (al determinar la fertilidad, sangrado antes de 56 días después del parto puede ser ignorado).
- Y para aprovechar al máximo la LAM, lo mejor es que la cara del bebé no esté cubierta al alimentarse. Cubrir rutinariamente al bebé reduce el acceso del bebé al oxígeno y al contacto visual con la madre, lo que entrena al bebé para acelerar el proceso de succión y, por lo tanto, reduce el período de tiempo, haciendo que LAM sea menos eficaz.

Si no se combina con anticonceptivos de barrera, espermicidos, anticonceptivos hormonales o dispositivos intrauterinos, el Método de Amenorrea Lactacional (LAM) puede ser considerado un método de planificación familiar natural, coherente con la enseñanza de la Iglesia católica.

## Uso cultural cruzado de la amenorrea lactacional
El uso del método de amenorrea lactacional (LAM) se puede ver en todo el mundo. Se utiliza en muchas sociedades diferentes en diferentes grados. LAM se puede utilizar por sí mismo o en combinación con otros métodos. Hay múltiples ejemplos del uso de LAM cubiertos en estudios realizados sobre métodos anticonceptivos posparto en varios países y áreas del mundo. Además, la conexión entre el uso de LAM y la nutrición y la salud del lactante se ha examinado en diferentes contextos. Más allá de los factores fisiológicos que influyen en la amenorrea lactacional, las diferencias culturales cruzadas pueden ayudar a explicar muchas de las variaciones en la amenorrea lactacional. 
En Turquía, la exploración de LAM ha expuesto una clara falta de conocimiento en torno a la conexión entre la amenorrea lactacional y el control de la natalidad. Sin embargo, estos hallazgos se contrastan con el hecho de que las madres demostraron un deseo de aprender sobre LAM como método anticonceptivo. Esta falta de conocimiento no es necesariamente evidente en otras partes del mundo como se ejemplifica en el sudeste de Hungría con el uso de anticonceptivos post-parte. Hay un desequilibrio en el uso del método anticonceptivo después del parto. LAM constituye casi el doble del uso de otros usos de anticonceptivos. Uno de los principales factores que influyen en la elección de anticonceptivos en esta área es el nivel de educación. Un nivel más alto de educación se correlaciona con una mayor probabilidad de utilizar métodos anticonceptivos eficaces en lugar de LAM.
La nutrición y la salud tanto de la madre como del bebé están relacionadas con el uso de LAM en la comunidad internacional. Al promover la LAM, la lactancia materna exclusiva para el bebé se vuelve más prominente con el fin de hacer la LAM lo más eficaz posible. En Egipto, se ha demostrado que esto combate las malas prácticas nutricionales de las madres. Para asegurarse de que los bebés están recibiendo leche materna totalmente enriquecedora, las madres deben tomar en serio sus propias prácticas nutricionales, lo que conduce a una mejora general de la nutrición. Un área en Kenia proporciona además evidencia de que existe un vínculo sustancial entre la nutrición adecuada y la LAM, específicamente con los lactantes. Este uso exclusivo de la lactancia materna tiene un impacto positivo en la prevención del embarazo, así como en la reducción de la mortalidad infantil. La promoción de la LAM ha mostrado un aumento en la lactancia materna en general, lo que ha dado como resultado mejores perspectivas de supervivencia para los lactantes.